# Dandolo

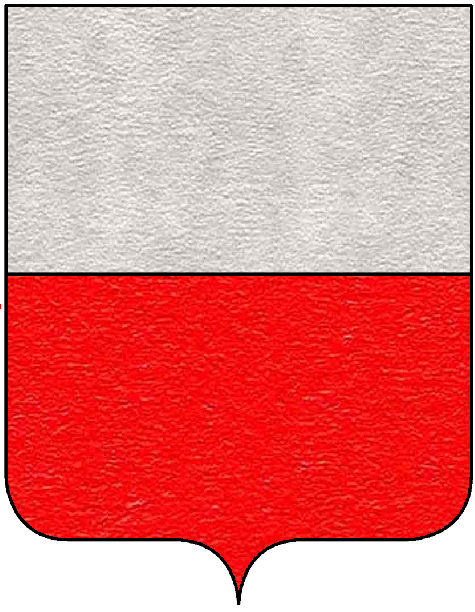
Escudo de armas de los Dandolo.

Los Dandolo fueron una familia patricia de Venecia que desempeñó un papel importante en los asuntos del Ducado de Venecia y al que dio cuatro dogos.
De origen antiquísimo, originaria de Altino, se instalaron en Torcello, luego en Rialto, los Dandolo son atestiguados en las filas de las familias patricias originarios de la Venecia bizantina. Las crónicas rastrean la familia de una rama de la gens romana Ursia, descendiente de los dogos Orso Ipato y Teodato Ipato como la otra familia ducal de los Orseoli. Los Dandolo están, en el siglo XI, particularmente dedicados a actividades comerciales con el Oriente, con numerosos intereses en Constantinopla, del cual llevaron a Venecia el cuerpo de San Tarasio, robado por Domenico Dandolo entre 1018 y 1025. El acto sancionó el avance social de la familia, informando también de la competencia de los Dandolo con los Pizzamano, en la realización de la Iglesia de San Lucas, alrededor del año 20 o 30 del siglo XI.